# Віктор Бромер
Віктор Бромер (дан. Viktor Bromer, 20 квітня 1993) — данський плавець.
Учасник Олімпійських Ігор 2016 року.
Чемпіон Європи з водних видів спорту 2014 року, призер 2016 року.
Призер Чемпіонату Європи з плавання на короткій воді 2012, 2015 років.